# Gemeinderatswahlen im Burgenland 2012
Die Gemeinderatswahlen im Burgenland 2012 fanden am 7. Oktober 2012 statt und wurden in allen 171 burgenländischen Gemeinden gleichzeitig mit Bürgermeisterdirektwahlen abgehalten. Die Nachwahl – Stichwahlen bei den Bürgermeisterdirektwahlen – wurde am 4. November durchgeführt. Die letzte Gemeinderatswahl fand am 7. Oktober 2007 statt.

## Ausgangslage
Bei den Gemeinderatswahlen 2007 kam die SPÖ auf 47,7 % der Stimmen und verlor leicht. Die Sozialdemokraten stellten seither 1546 Gemeinderäte. Die ÖVP kam auf 43,3 % und 1377 Gemeinderäte. Die FPÖ verlor nach der Abspaltung der FBL, die 2012 als Liste LBL antrat, die Hälfte der Gemeinderäte und kam auf 2,9 % bzw. 53 Gemeinderäte. Die FBL kam auf 1,9 % und stellt 30 Gemeinderäte. Die Grünen kamen auf 1,4 % und erreichten 20 Gemeinderatsmandate. Sonstige Namenslisten stellten in den burgenländischen Gemeinden 91 Gemeinderäte.

## Voraussetzungen

### Grundlage
Die Durchführung von Gemeinderats- und Bürgermeisterwahlen wurden von der Burgenländischen Landesregierung beschlossen und am 10. Juli 2012 im Landesgesetzblatt kundgemacht (Tag der Wahlausschreibung). Als Wahltag wurde der 7. Oktober 2012, als Tag der engeren Wahl des Bürgermeisters der 4. November 2012 festgelegt. Gesetzliche Grundlage für die Durchführung der Wahlen war die Gemeindewahlordnung 1992 (GemWO 1992).

### Aktives Wahlrecht
Bei der Gemeinderats- und Bürgermeisterwahl 2012 im Burgenland waren alle Männer und Frauen aktiv wahlberechtigt, die am Stichtag (10. Juli 2012) die österreichische Staatsbürgerschaft besaßen. Ebenfalls wahlberechtigt waren Staatsbürger eines Mitgliedsstaates der Europäischen Union, die sich bis zum Stichtag in die Gemeinde-Wählerevidenz eingetragen oder einen Antrag auf Aufnahme in die Wählerevidenz eingebracht hatten. Zudem mussten die Wähler am Wahltag (7. Oktober 2012) das 16. Lebensjahr vollendet haben und am Stichtag über einen Wohnsitz in einer burgenländischen Gemeinde verfügen. Weiters durfte der Wähler am Stichtag nicht vom Wahlrecht ausgeschlossen sein.
Die Wahlberechtigten wurden von den Gemeinden in das jeweilige Gemeinde-Wählerverzeichnis eingetragen. Das Wählerverzeichnis lag danach in den Gemeinden von 14. bis 23. August 2012 öffentlich auf. Während dieser Frist bestand die Möglichkeit zur Einsicht und Beeinspruchung. Wahlberechtigt waren am Wahltag lediglich Personen, die im abgeschlossenen Wählerverzeichnis aufschienen.

### Passives Wahlrecht
Das passive Wahlrecht konnte bei den Gemeinderatswahlen von allen aktiv wahlberechtigten Menschen wahrgenommen werden, die am Wahltag (7. Oktober 2012) das 18. Lebensjahr vollendet hatten. Waren somit österreichische Staatsbürger und Bürger der Europäischen Union wählbar, so waren als Bürgermeister nur aktiv wahlberechtigte österreichische Staatsbürger passiv wahlberechtigt, die am Wahltag das 18. Lebensjahr vollendet hatten.
Zur Teilnahme an den Gemeinderatswahlen war die Einbringung eines Wahlvorschlags notwendig, der je nach Anzahl der Wahlberechtigten in einer Gemeinde maximal 18 bis 58 Bewerber umfassen durfte. Zur Gültigkeit der Kandidatur benötigte der Wahlvorschlag Unterstützungsunterschriften von aktiv wahlberechtigten Personen, deren Mindestanzahl pro Gemeinde, je nach Anzahl der Wahlberechtigten, zwischen 5 und 30 Unterschriften variierte. Der Wahlvorschlag für die Bürgermeisterdirektwahlen konnte ausschließlich von wahlwerbenden Parteien eingebracht werden, die auch einen Wahlvorschlag für die Gemeinderatswahlen eingebracht hatten.
Die Wahlvorschläge mussten die wahlwerbenden Parteien bis 7. September 2012 bei der Gemeindewahlbehörde eingebracht werden und konnten diese bis spätestens 17. September abändern oder zurückziehen. Bei Zurückziehungen der Kandidatur war es den Listen möglich, bis spätestens 21. September einen Ergänzungsvorschlag einzubringen. Die Gemeindewahlbehörde hatte bis zum 27. September über die Zulassung oder die Zurückweisung des Wahlvorschlags zu entscheiden.

### Ausübung des Wahlrechts
Jeder Wahlberechtigte musste sein Wahlrecht in der jeweiligen Wohnsitzgemeinde ausüben. 2012 gab es erstmals bei Gemeinderatswahlen die Möglichkeit der Wahl mittels Wahlkarte. Falls ein Wohnsitz in zwei oder mehreren Gemeinden vorlag, durfte das Wahlrecht in allen diesen Gemeinden ausgeübt werden. Bei Bettlägerigkeit konnten Wahlberechtigte bis 27. September den Antrag auf Ausübung des Wahlrechts vor der Sonderwahlbehörde stellen, die den Wahlberechtigten am Wahltag zu Hause aufsuchte.
Die eigentliche Wahl erfolgte mittels zweier amtlicher Stimmzettel, wobei jeweils ein Stimmzettel für die Wahl des Gemeinderates und die Wahl des Bürgermeisters erforderlich war. Bei den Gemeinderatswahlen konnten neben der Wahl der Partei zusätzlich bis zu drei Vorzugsstimmen verteilt werden, wobei maximal zwei Stimmen an einen Kandidaten der gewählten Partei vergeben werden durften. Die Vorzugsstimmen waren jedoch nur gültig, wenn sie an Angehörige der gewählten Partei vergeben wurden.

## Gesamtergebnis

### Zurechnung von Wahlergebnissen
In einigen Gemeinden traten Parteien nicht als Partei, sondern als Liste an. Welche Listen zu welcher Partei hinzuzuzählen sind, ergibt nachfolgende Aufstellung.
| Partei   | Zugerechnete Listen                | kandidiert in                                                                             |
| -------- | ---------------------------------- | ----------------------------------------------------------------------------------------- |
| SPÖ      | SP PL SPÖ UH SP u UA SPÖuM SPÖueB  | Eberau Heiligenbrunn Moschendorf Strem Tobaj                                              |
| ÖVP      | keine anders lautenden Listen      | —                                                                                         |
| FPÖ      | keine anders lautenden Listen      | —                                                                                         |
| LBL      | FBLrg FBL GfJ UBFK LPL LAG FBL BLS | Eltendorf Heiligenkreuz Jois Kittsee Leithaprodersdorf Markt Allhau Oggau Stadtschlaining |
| GRÜNE    | UNABuGRÜNE GUW                     | Großwarasdorf Weiden am See                                                               |
| Sonstige | keine anders lautenden Listen      | —                                                                                         |

### Gemeinderatswahlen

#### Grafische Übersicht
| Gemeinderatswahlen 2012 %50403020100 46,21 (−1,49)42,13 (−0,94)4,04 (+1,10)1,62 (−0,24)1,80 (+0,44)4,18 (+1,11) SPÖÖVPFPÖLBLGRÜNESonst.20072012 |

#### Tabellarische Übersicht
| Vorläufiges Endergebnis der Gemeinderatswahlen im Burgenland 2012 | Vorläufiges Endergebnis der Gemeinderatswahlen im Burgenland 2012 | Vorläufiges Endergebnis der Gemeinderatswahlen im Burgenland 2012 | Vorläufiges Endergebnis der Gemeinderatswahlen im Burgenland 2012 | Vorläufiges Endergebnis der Gemeinderatswahlen im Burgenland 2012 | Vorläufiges Endergebnis der Gemeinderatswahlen im Burgenland 2012 | Vorläufiges Endergebnis der Gemeinderatswahlen im Burgenland 2012 | Vorläufiges Endergebnis der Gemeinderatswahlen im Burgenland 2012 | Vorläufiges Endergebnis der Gemeinderatswahlen im Burgenland 2012 | Vorläufiges Endergebnis der Gemeinderatswahlen im Burgenland 2012 | Vorläufiges Endergebnis der Gemeinderatswahlen im Burgenland 2012 | Vorläufiges Endergebnis der Gemeinderatswahlen im Burgenland 2012 |
|                                                                   | Ergebnisse 2012                                                   | Ergebnisse 2012                                                   | Ergebnisse 2012                                                   | Ergebnisse 2007                                                   | Ergebnisse 2007                                                   | Ergebnisse 2002                                                   | Ergebnisse 2002                                                   | Mandate                                                           | Mandate                                                           | Mandate                                                           | Mandate                                                           |
| Stimmen                                                           | %                                                                 | Differenz zu 2007 in %                                            | Stimmen                                                           | %                                                                 | Stimmen                                                           | %                                                                 | 2012                                                              | Differenz zu 2007                                                 | 2007                                                              | 2002                                                              |                                                                   |
| ----------------------------------------------------------------- | ----------------------------------------------------------------- | ----------------------------------------------------------------- | ----------------------------------------------------------------- | ----------------------------------------------------------------- | ----------------------------------------------------------------- | ----------------------------------------------------------------- | ----------------------------------------------------------------- | ----------------------------------------------------------------- | ----------------------------------------------------------------- | ----------------------------------------------------------------- | ----------------------------------------------------------------- |
| Wahlberechtigte                                                   | 259.441                                                           |                                                                   |                                                                   | 251.339                                                           |                                                                   | 241.482                                                           |                                                                   | 3.143                                                             | +45                                                               | 3.098                                                             | 3.075                                                             |
| Abgegebene Stimmen                                                | 214.012                                                           | 82,49                                                             | −0,44                                                             | 208.434                                                           | 82,93                                                             | 207.053                                                           | 85,74                                                             |                                                                   |                                                                   |                                                                   |                                                                   |
| Davon ungültig                                                    | 17.789                                                            | 8,31                                                              | +2,08                                                             | 15.072                                                            | 7,23                                                              | 16.248                                                            | 7,85                                                              |                                                                   |                                                                   |                                                                   |                                                                   |
| Davon gültig                                                      | 196.223                                                           | 91,69                                                             | −1,08                                                             | 193.362                                                           | 92,77                                                             | 190.805                                                           | 92,15                                                             |                                                                   |                                                                   |                                                                   |                                                                   |
| Davon entfielen auf                                               |                                                                   |                                                                   |                                                                   |                                                                   |                                                                   |                                                                   |                                                                   |                                                                   |                                                                   |                                                                   |                                                                   |
| SPÖ                                                               | 90.684                                                            | 46,21                                                             | −1,49                                                             | 92.225                                                            | 47,70                                                             | 93.409                                                            | 48,96                                                             | 1.511                                                             | −26                                                               | 1.537                                                             | 1.556                                                             |
| ÖVP                                                               | 82.678                                                            | 42,13                                                             | −0,94                                                             | 83.286                                                            | 43,07                                                             | 82.312                                                            | 43,14                                                             | 1.363                                                             | −05                                                               | 1.368                                                             | 1.343                                                             |
| FPÖ                                                               | 7.936                                                             | 4,04                                                              | +1,10                                                             | 5.680                                                             | 2,94                                                              | 9.703                                                             | 5,09                                                              | 81                                                                | +28                                                               | 53                                                                | 96                                                                |
| LBL                                                               | 3.186                                                             | 1,62                                                              | −0,25                                                             | 3.607                                                             | 1,87                                                              | —                                                                 | —                                                                 | 39                                                                | +09                                                               | 30                                                                | —                                                                 |
| GRÜNE                                                             | 3.532                                                             | 1,80                                                              | +0,44                                                             | 2.626                                                             | 1,36                                                              | 1.793                                                             | 0,94                                                              | 27                                                                | +08                                                               | 19                                                                | 13                                                                |
| Sonstige                                                          | 8.207                                                             | 4,18                                                              | +1,11                                                             | 5.938                                                             | 3,07                                                              | 3.588                                                             | 1,88                                                              | 122                                                               | +31                                                               | 91                                                                | 67                                                                |

### Gemeinderatswahlen seit 1950
Legende: St. = Stimmen, M. = Mandate
| Wahltermin | Wahlberechtigte | abgegebene Stimmen | Wahlbeteiligung in % | davon ungültig | davon gültig | SPÖ    | SPÖ  | SPÖ   | ÖVP    | ÖVP  | ÖVP   | FPÖ    | FPÖ  | FPÖ | Grüne, LBL und sonstige | Grüne, LBL und sonstige | Grüne, LBL und sonstige |
| Wahltermin | Wahlberechtigte | abgegebene Stimmen | Wahlbeteiligung in % | davon ungültig | davon gültig | St.    | in % | M.    | St.    | in % | M.    | St.    | in % | M.  | St.                     | in %                    | M.                      |
| ---------- | --------------- | ------------------ | -------------------- | -------------- | ------------ | ------ | ---- | ----- | ------ | ---- | ----- | ------ | ---- | --- | ----------------------- | ----------------------- | ----------------------- |
| 26.11.1950 | 172.493         | 151.853            | 88,0                 | 1.375          | 150.478      | 67.981 | 45,2 | 1.532 | 75.064 | 49,9 | 2.065 | 7.433  | 4,9  | 113 | nicht kandidiert        | nicht kandidiert        | nicht kandidiert        |
| 28.11.1954 | 173.545         | 157.042            | 90,5                 | 2.086          | 154.956      | 70.501 | 45,5 | 1.576 | 75.198 | 48,5 | 1.988 | 9.257  | 6,0  | 130 | nicht kandidiert        | nicht kandidiert        | nicht kandidiert        |
| 23.11.1958 | 173.387         | 157.907            | 91,1                 | 2.282          | 155.570      | 72.532 | 46,6 | 1.559 | 73.160 | 47,0 | 1.933 | 4.059  | 2,6  | 62  | 5.819                   | 3,7                     | 123                     |
| 25.11.1962 | 177.355         | 156.475            | 88,2                 | 1.675          | 157.322      | 73.095 | 46,5 | 1.577 | 74.447 | 47,3 | 1.940 | 4.564  | 2,9  | 76  | 5.216                   | 3,3                     | 90                      |
| 05.11.1967 | 174.544         | 161.738            | 92,7                 | 2.729          | 159.010      | 79.417 | 49,9 | 1.665 | 72.875 | 45,8 | 1.910 | 2.724  | 1,7  | 42  | 3.994                   | 2,5                     | 58                      |
| 29.10.1972 | 183.014         | 165.939            | 90,7                 | 2.995          | 162.944      | 77.005 | 47,3 | 1.214 | 76.794 | 47,1 | 1.206 | 3.384  | 2,1  | 34  | 5.761                   | 3,5                     | 81                      |
| 23.10.1977 | 187.418         | 173.619            | 92,6                 | 3.137          | 170.482      | 82.568 | 48,4 | 1.260 | 78.708 | 46,2 | 1.191 | 2.756  | 1,6  | 27  | 6.450                   | 3,8                     | 82                      |
| 24.10.1982 | 198.223         | 180.864            | 91,2                 | 4.763          | 176.101      | 87.925 | 49,9 | 1.318 | 80.405 | 45,7 | 1.195 | 2.333  | 1,3  | 25  | 5.438                   | 3,1                     | 70                      |
| 25.10.1987 | 203.601         | 184.528            | 90,6                 | 5.343          | 179.185      | 87.898 | 49,1 | 1.312 | 80.530 | 44,9 | 1.178 | 3.414  | 1,9  | 34  | 7.343                   | 4,1                     | 86                      |
| 18.10.1992 | 211.548         | 186.027            | 87,9                 | 13.339         | 172.688      | 81.452 | 47,2 | 1.429 | 75.586 | 43,8 | 1.288 | 8.562  | 5,0  | 92  | 7.088                   | 4,1                     | 112                     |
| 05.10.1997 | 226.582         | 194.879            | 86,0                 | 21.206         | 173.673      | 78.575 | 45,2 | 1.393 | 72.677 | 41,8 | 1.279 | 15.588 | 9,0  | 204 | 6.833                   | 3,9                     | 111                     |
| 06.10.2002 | 241.482         | 207.092            | 85,8                 | 16.278         | 190.814      | 93.357 | 48,9 | 1.555 | 82.349 | 43,2 | 1.344 | 9.724  | 5,1  | 96  | 5.384                   | 2,8                     | 80                      |
| 07.10.2007 | 252.597         | 209.423            | 82,9                 | 15.144         | 194.279      | 92.614 | 47,7 | 1.546 | 83.706 | 43,1 | 1.377 | 5.685  | 2,9  | 53  | 12.274                  | 6,3                     | 141                     |
| 07.10.2012 | 259.441         | 214.012            | 82,5                 | 17.790         | 196.222      | 90.684 | 46,2 | 1.511 | 82.678 | 42,1 | 1.363 | 7.936  | 4,0  | 81  | 14.924                  | 7,6                     | 188                     |

### Bürgermeisterwahlen

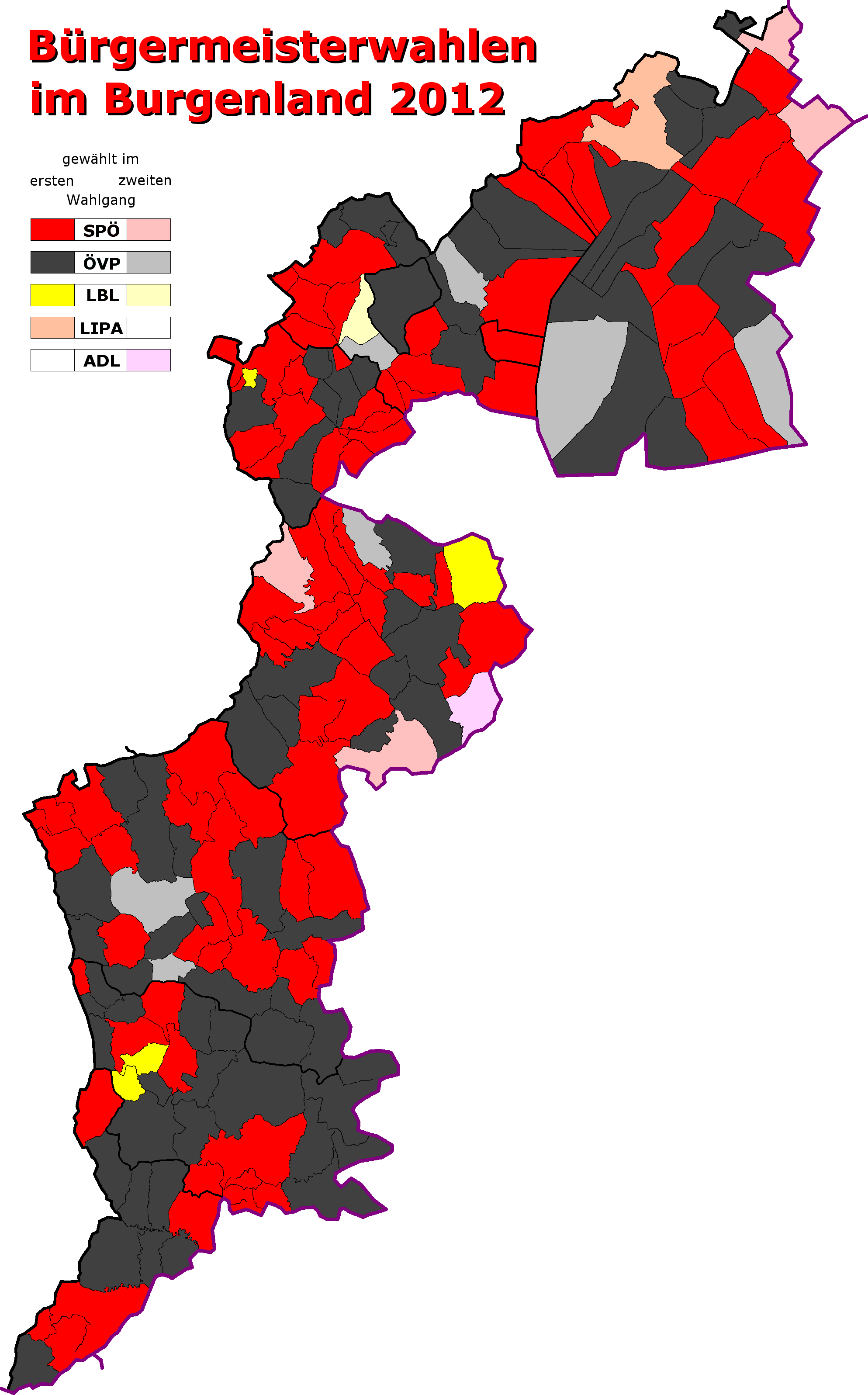
Bürgermeisterwahl 2012

- Siehe auch: Gewählte Bürgermeister im Burgenland 2012

Nachdem in 13 Gemeinden am 4. November 2012 noch Stichwahlen um die Bürgermeister durchgeführt werden mussten, ist dieses Ergebnis nur vorläufig.

#### Tabellarische Übersicht
| Vorläufiges Endergebnis der burgenländischen Bürgermeisterwahlen                                     | Vorläufiges Endergebnis der burgenländischen Bürgermeisterwahlen | Vorläufiges Endergebnis der burgenländischen Bürgermeisterwahlen | Vorläufiges Endergebnis der burgenländischen Bürgermeisterwahlen | Vorläufiges Endergebnis der burgenländischen Bürgermeisterwahlen | Vorläufiges Endergebnis der burgenländischen Bürgermeisterwahlen | Vorläufiges Endergebnis der burgenländischen Bürgermeisterwahlen | Vorläufiges Endergebnis der burgenländischen Bürgermeisterwahlen | Vorläufiges Endergebnis der burgenländischen Bürgermeisterwahlen |                 |
| | Ergebnisse 2012                                                  | Ergebnisse 2012                                                  | Ergebnisse 2012                                                  | Ergebnisse 2012                                                  | Ergebnisse 2007                                                  | Ergebnisse 2007                                                  | Ergebnisse 2002                                                  | Ergebnisse 2002                                                  | Ergebnisse 2002 |
| Stimmen                                                                                              | %                                                                | Differenz zu 2007 in %                                           | Bürger- meister1)                                                | Stimmen                                                          | %                                                                | Stimmen                                                          | %                                                                |                                                                  |                 |
| --- | ---------------------------------------------------------------- | ---------------------------------------------------------------- | ---------------------------------------------------------------- | ---------------------------------------------------------------- | ---------------------------------------------------------------- | ---------------------------------------------------------------- | ---------------------------------------------------------------- | ---------------------------------------------------------------- | --------------- |
| Wahlberechtigte                                                                                      | 259.441                                                          |                                                                  |                                                                  |                                                                  | 251.339                                                          |                                                                  | 241.482                                                          |                                                                  |                 |
| Abgegebene Stimmen                                                                                   | 214.012                                                          | 82,49                                                            | −0,44                                                            |                                                                  | 208.444                                                          | 82,93                                                            | 206.896                                                          | 85,68                                                            |                 |
| Davon ungültig                                                                                       | 8.620                                                            | 4,03                                                             | −0,16                                                            |                                                                  | 8.731                                                            | 4,19                                                             | 7.124                                                            | 3,44                                                             |                 |
| Davon gültig                                                                                         | 205.392                                                          | 95,97                                                            | +0,16                                                            |                                                                  | 199.713                                                          | 95,81                                                            | 199.772                                                          | 96,56                                                            |                 |
| Davon entfielen auf                                                                                  |                                                                  |                                                                  |                                                                  |                                                                  |                                                                  |                                                                  |                                                                  |                                                                  |                 |
| SPÖ                                                                                                  | 97.474                                                           | 47,46                                                            | −2,08                                                            | 81 / 12                                                          | 98.932                                                           | 49,54                                                            | 100.698                                                          | 50,41                                                            |                 |
| ÖVP                                                                                                  | 88.753                                                           | 43,21                                                            | −1,19                                                            | 72 / 12                                                          | 88.671                                                           | 44,40                                                            | 86.168                                                           | 43,13                                                            |                 |
| FPÖ                                                                                                  | 5.851                                                            | 2,85                                                             | +1,56                                                            |                                                                  | 2.582                                                            | 1,29                                                             | 7.682                                                            | 3,85                                                             |                 |
| LBL                                                                                                  | 3.324                                                            | 1,62                                                             | +0,23                                                            | 1 / 01                                                           | 2.769                                                            | 1,39                                                             | —                                                                | —                                                                |                 |
| GRÜNE                                                                                                | 1.192                                                            | 0,58                                                             | +0,20                                                            | 0                                                                | 752                                                              | 0,38                                                             | 243                                                              | 0,12                                                             |                 |
| Sonstige                                                                                             | 8.143                                                            | 3,96                                                             | +1,27                                                            | 4 / 01                                                           | 5.366                                                            | 2,69                                                             | 3.911                                                            | 1,96                                                             |                 |
| 1) Die Zahl nach dem Schrägstrich gibt die Anzahl der Gemeinden an, in denen Stichwahlen ausstanden. |                                                                  |                                                                  |                                                                  |                                                                  |                                                                  |                                                                  |                                                                  |                                                                  |                 |

#### Bürgermeister-Stichwahlen
In folgenden 13 Gemeinden fanden am 4. November 2012 Stichwahlen um den Bürgermeister statt:
Andau, Deutsch Jahrndorf, Großhöflein, Illmitz, Kittsee, Kobersdorf, Lutzmannsburg, Mannersdorf an der Rabnitz, Oberdorf im Burgenland, Oberwart, Ritzing, Schützen am Gebirge und Wulkaprodersdorf.
In elf Gemeinden fiel die Entscheidung zwischen SPÖ- und ÖVP-Kandidaten, in zwei Gemeinden konnten sich Kandidaten von Listen für die Stichwahl qualifizieren. So kam es in Großhöflein zum Duell der SPÖ mit der Liste Burgenland (LBL) und in Lutzmannsburg konnte die Aktive Dorfliste (ADL) die ÖVP fordern.
| Ergebnisse der engeren Bürgermeisterwahlen | Ergebnisse der engeren Bürgermeisterwahlen | Ergebnisse der engeren Bürgermeisterwahlen | Ergebnisse der engeren Bürgermeisterwahlen | Ergebnisse der engeren Bürgermeisterwahlen | Ergebnisse der engeren Bürgermeisterwahlen | Ergebnisse der engeren Bürgermeisterwahlen | Ergebnisse der engeren Bürgermeisterwahlen | Ergebnisse der engeren Bürgermeisterwahlen | Ergebnisse der engeren Bürgermeisterwahlen | Ergebnisse der engeren Bürgermeisterwahlen |
|                                            |                                            |                                            | Ergebnis 4. Nov. 2012                      | Ergebnis 4. Nov. 2012                      | Ergebnis 4. Nov. 2012                      | Ergebnis 7. Okt. 2012                      | Ergebnis 7. Okt. 2012                      | Ergebnisse 2007                            | Ergebnisse 2007                            | Anmerkung                                  |
| Gemeinde                                   | Kandidat                                   | Partei                                     | Stimmen                                    | %                                          | Differenz in %                             | Stimmen                                    | %                                          | Stimmen                                    | %                                          | Anmerkung                                  |
| ------------------------------------------ | ------------------------------------------ | ------------------------------------------ | ------------------------------------------ | ------------------------------------------ | ------------------------------------------ | ------------------------------------------ | ------------------------------------------ | ------------------------------------------ | ------------------------------------------ | ------------------------------------------ |
| Andau                                      | Josef Thyringer                            | SPÖ                                        | 890                                        | 45,81                                      | −01,43                                     | 890                                        | 47,24                                      | 908                                        | 50,78                                      | Vorgänger Matthias Gelbmann                |
| Andau                                      | Andreas Peck                               | ÖVP                                        | 1053                                       | 54,19                                      | +04,46                                     | 937                                        | 49,73                                      | 880                                        | 49,22                                      | Vorgänger Erich Lidy                       |
| Deutsch Jahrndorf                          | Gerhard Bachmann                           | SPÖ                                        | 295                                        | 50,86                                      | +02,71                                     | 260                                        | 48,15                                      | 0166                                       | 31,92                                      | Vorgänger Johann Muhr                      |
| Deutsch Jahrndorf                          | Reinhold Reif                              | ÖVP                                        | 285                                        | 49,14                                      | +00,81                                     | 261                                        | 48,33                                      | 0258                                       | 49,62                                      |                                            |
| Großhöflein                                | Oswald Kucher                              | SPÖ                                        | 522                                        | 38,61                                      | +09,18                                     | 425                                        | 29,43                                      | 626                                        | 46,86                                      |                                            |
| Großhöflein                                | Wolfgang Rauter                            | LBL                                        | 830                                        | 61,39                                      | +18,52                                     | 619                                        | 42,87                                      | 296                                        | 22,16                                      |                                            |
| Illmitz                                    | Alois Wegleitner                           | SPÖ                                        | 1099                                       | 54,11                                      | +04,78                                     | 994                                        | 49,33                                      | 1038                                       | 53,26                                      | Vorgänger Loos                             |
| Illmitz                                    | Helene Wegleitner                          | ÖVP                                        | 932                                        | 45,89                                      | +03,81                                     | 848                                        | 42,08                                      | 911                                        | 46,74                                      | Vorgänger Haider                           |
| Kittsee                                    | Gabriele Nabinger                          | SPÖ                                        | 749                                        | 53,20                                      | +12,06                                     | 601                                        | 41,14                                      | 829                                        | 59,51                                      | Vorgänger Klaus Senftner                   |
| Kittsee                                    | Franz Buchta                               | ÖVP                                        | 659                                        | 46,80                                      | +11,55                                     | 515                                        | 35,25                                      | 488                                        | 35,03                                      |                                            |
| Kobersdorf                                 | Klaus Schütz                               | SPÖ                                        | 846                                        | 53,65                                      | +04,48                                     | 797                                        | 49,17                                      | 783                                        | 50,22                                      |                                            |
| Kobersdorf                                 | Martina Pauer                              | ÖVP                                        | 731                                        | 46,35                                      | +11,25                                     | 569                                        | 35,10                                      | 664                                        | 42,59                                      | Vorgänger Binder                           |
| Lutzmannsburg                              | Günther Toth                               | ÖVP                                        | 341                                        | 43,83                                      | +05,64                                     | 299                                        | 38,19                                      | 271                                        | 37,64                                      |                                            |
| Lutzmannsburg                              | Christian Rohrer                           | ADL                                        | 437                                        | 56,17                                      | +19,52                                     | 287                                        | 36,65                                      | 252                                        | 35,00                                      |                                            |
| Mannersdorf an der Rabnitz                 | Johann Schedl                              | SPÖ                                        | 792                                        | 52,76                                      | +04,49                                     | 699                                        | 48,27                                      | 552                                        | 37,42                                      | Vorgänger Binder                           |
| Mannersdorf an der Rabnitz                 | Rudolf Draskovits                          | ÖVP                                        | 709                                        | 47,24                                      | −01,17                                     | 701                                        | 48,41                                      | 923                                        | 62,58                                      |                                            |
| Oberdorf im Burgenland                     | Johann Szimits                             | SPÖ                                        | 436                                        | 49,60                                      | +07,56                                     | 359                                        | 42,04                                      | 411                                        | 44,10                                      | Vorgänger Konrath                          |
| Oberdorf im Burgenland                     | Josef Lorenz                               | ÖVP                                        | 443                                        | 50,40                                      | +02,51                                     | 409                                        | 47,89                                      | 504                                        | 54,08                                      |                                            |
| Oberwart                                   | Gerhard Pongracz                           | SPÖ                                        | 1999                                       | 46,39                                      | +04,48                                     | 1702                                       | 41,91                                      | 2262                                       | 57,29                                      |                                            |
| Oberwart                                   | Georg Rosner                               | ÖVP                                        | 2310                                       | 53,61                                      | +10,57                                     | 1748                                       | 43,04                                      | 1686                                       | 42,71                                      | Vorgänger Schloffer                        |
| Ritzing                                    | Johann Reißner                             | SPÖ                                        | 375                                        | 42,04                                      | +02,22                                     | 354                                        | 39,82                                      | 231                                        | 32,17                                      | Vorgänger Karenits                         |
| Ritzing                                    | Walter Roisz                               | ÖVP                                        | 517                                        | 57,96                                      | +11,95                                     | 409                                        | 46,01                                      | 487                                        | 67,83                                      |                                            |
| Schützen am Gebirge                        | Manfred Feiler                             | SPÖ                                        | 427                                        | 41,99                                      | +08,15                                     | 378                                        | 33,84                                      | 324                                        | 30,37                                      |                                            |
| Schützen am Gebirge                        | Roman Zehetbauer                           | ÖVP                                        | 590                                        | 58,01                                      | +13,34                                     | 499                                        | 44,67                                      | 461                                        | 43,21                                      | Vorgänger Walter Hofherr                   |
| Wulkaprodersdorf                           | Rudolf Haller                              | SPÖ                                        | 638                                        | 47,58                                      | +04,52                                     | 568                                        | 43,06                                      | 834                                        | 64,45                                      |                                            |
| Wulkaprodersdorf                           | Friedrich Zarits                           | ÖVP                                        | 703                                        | 52,42                                      | +14,74                                     | 497                                        | 37,68                                      | 291                                        | 22,49                                      | Vorgänger Stagl                            |